# 白腰滨鹬
白腰滨鹬（学名：Calidris fuscicollis），是鸻形目丘鹬科的一种鸟类。

## 特征
白腰滨鹬体重约43.01克，翼长约118.4毫米，嘴峰长约26.5毫米，喙宽度约2.9毫米，喙厚度约4毫米，跗蹠长约23.6毫米，尾长约47.8毫米。白腰滨鹬是候鸟，其栖息在开放的湖泊、沼泽等湿地环境中，食性为肉食性，主要食物来源是水生动物。

## 分布
繁殖于北美洲；越冬于火地岛。